# Dunărea Galați în sezonul 2005-2006
Sezonul 2005-2006  este al doilea sezon în liga a II-a, după ce echipa s-a reîntors din liga a III-a. Antrenor este doar Nicolae Burcea fiindcă Viorel Ion s-a reîntors acasă la el adică la Gloria Buzău, echipa era foarte aproape sezonul trecut anterior să obțină promovarea în liga I dar nu s-a putut face asta în nici un fel, deci echipa rămâne în liga a II-a obligatoriu. 

## Echipă
| Nr. |                           | Poziție | Jucător             |
| --- | ------------------------- | ------- | ------------------- |
| -   | România                   | P       | Viorel Mirică       |
| -   | România                   | P       | Cristian Stoicescu  |
| -   | Camerun                   | P       | Chamberlain Fankem  |
| -   | România                   | F       | Sorin Chirciu       |
| -   | România                   | F       | Jean Bogza          |
| -   | România                   | F       | Adrian Ariton       |
| -   | România                   | F       | Claudiu Velescu     |
| -   | România                   | F       | Silviu Ilie         |
| -   | România                   | F       | Stelian Cucu        |
| -   | România                   | F       | Ionuț Bozean        |
| -   | România                   | F       | Florin Dascălu      |
| -   | România                   | F       | Constantin Munteanu |
| -   | România                   | M       | Alexandru Bourceanu |
| -   | România                   | M       | Daniel Bârlădeanu   |
| -   | România                   | M       | Nelu Popliacă       |
| -   | România                   | M       | Marian Nejneru      |
| -   | România                   | M       | Valentin Ioviță     |
| -   | România                   | M       | Claudiu Stan        |
| -   | România                   | M       | Ciprian Milea       |
| -   | România                   | M       | Eugen Baștină       |
| -   | România                   | M       | Dan Apostol         |
| -   | România                   | M       | Florin Cramer       |
| -   | România                   | M       | Virgin Marșavela    |
| -   | România                   | M       | Adrian Mocanu       |
| -   | Republica Democrată Congo | A       | Neny Bihombele      |
| -   | România                   | A       | Eduard Șotrocan     |
| -   | România                   | A       | Dănuț Oprea         |
| -   | România                   | A       | Andrei Avanu        |

## Transferuri

### Sosiri
| Post | Jucător       | De la echipa          | Suma de transfer  | Dată |  | ---- |
| ---- | ------------- | --------------------- | ----------------- | ---- |  | ---- |
| M    | Eugen Baștină | Universitatea Craiova | liber de contract | -    |  |      |
| A    | Dănuț Oprea   | Oțelul Galați         | liber de contract | -    |  |      |
| M    | Dan Apostol   | FC Botoșani           | liber de contract | -    |  |      |

### Plecări
| Post | Jucător | De la echipa | Suma de transfer | Dată |  | ---- |
| ---- | ------- | ------------ | ---------------- | ---- |  | ---- |

Clasamentul după 30 de etape se prezintă astfel:

## Seria II

### Rezultate
| Victorii | Egaluri | Înfrângeri | Cea mai mare victorie | Cea mai mare înfrangere |

### Sezon intern
| 1  | Petrolul Moinești     | Dunărea Galați        |  | 1-1 |
| 2  | Dunărea Galați        | Laminorul Roman       |  | 0-0 |
| 3  | Callatis Mangalia     | Dunărea Galați        |  | 2-0 |
| 4  | Dunărea Galați        | Altay Constanța       |  | 3-1 |
| 5  | Gloria Buzău          | Dunărea Galați        |  | 1-2 |
| 6  | Dunărea Galați        | Forex Brașov          |  | 0-1 |
| 7  | FC Brașov             | Dunărea Galați        |  | 2-0 |
| 8  | Dunărea Galați        | Portul Constanța      |  | 4-0 |
| 9  | Dunărea Galați        | Precizia Săcele       |  | 0-0 |
| 10 | Ceahlăul Piatra Neamț | Dunărea Galați        |  | 2-0 |
| 11 | Dunărea Galați        | FC Botoșani           |  | 0-1 |
| 12 | Midia Năvodari        | Dunărea Galați        |  | 1-2 |
| 13 | Dunărea Galați        | Dacia Unirea Brăila   |  | 1-1 |
| 14 | FC Cetatea Suceava    | Dunărea Galați        |  | 1-0 |
| 15 | Dunărea Galați        | FCM Târgoviște        |  | 1-0 |
| 16 | Dunărea Galați        | Petrolul Moinești     |  | 1-0 |
| 17 | Laminorul Roman       | Dunărea Galați        |  | 1-2 |
| 18 | Dunărea Galați        | Callatis Mangalia     |  | 0-0 |
| 19 | Altay Constanța       | Dunărea Galați        |  | 0-1 |
| 20 | Dunărea Galați        | Gloria Buzău          |  | 0-1 |
| 21 | Forex Brașov          | Dunărea Galați        |  | 2-1 |
| 22 | Dunărea Galați        | FC Brașov             |  | 3-2 |
| 23 | Portul Constanța      | Dunărea Galați        |  | 1-2 |
| 24 | Precizia Săcele       | Dunărea Galați        |  | 0-1 |
| 25 | Dunărea Galați        | Ceahlăul Piatra Neamț |  | 0-0 |
| 26 | FC Botoșani           | Dunărea Galați        |  | 1-1 |
| 27 | Dunărea Galați        | Midia Năvodari        |  | 3-0 |
| 28 | Dacia Unirea Brăila   | Dunărea Galați        |  | 1-0 |
| 29 | Dunărea Galați        | FC Cetatea Suceava    |  | 1-0 |
| 30 | FCM Târgoviște        | Dunărea Galați        |  | 2-0 |